# Pinell (planta)
El pinell o coris (Coris monspeliensis) és una planta perenne herbàcia que pertany a la família de les mirsinàcies.

## Etimologia
- Coris: mot grec κορίς (koris, cor). Segons Dioscòrides i Plini (caros, corissum), nom d'una planta que, seguint la traducció de Laguna, era descrita com pareguda al bruc, encara que habitualment s'identifica com un hipèric de fulles estretes. Autos ulteriors, com Linné, passen a relacionar el seu nom, amb explicacions variades, inclús amb la paraula grega kóris (xinxa) (Cimex lectularius).[1]
- monspeliensis: el nom de l'epítet procedeix dels botànics de Montpeller. Diverses espècies porten aquest epítet específic per aquesta raó.[2]

## Noms vernacles
cepell, cepell bord, estepa de Montpeller (CN), farigola borda, farigola de pastor (C), farigola mascle, herba de la diarrea (C), herba de pulmonies (C), herba del fetge (PV), herba estronquera (C), herba figuera (C), herba flatera, herba pinzell, herba punxosa (PV), herba saladora, herba sanguinària (C), herba soldadora, iva (PV), pingell (PV), pinsell, pinzell, pinzellet (PV), pinzells (C), sapito real (PV), sapito reial (PV), sempito real (PV), sempito reial (PV), sepito real (PV), sinfito reial (PV), serpó, timó bord (PV), timó mascle (PV, C), timó real (PV), timó reial (PV), timonet (C), tomanyí (C), tomillo reial (PV), sivineta (B), xarpó (C) i xipell bord (B).

## Descripció
Camèfit erecte, rares vegades de port encoixinat. D'una arrel llenyosa ixen unes quantes tiges simples, febles i de color rogenc, que mesuren de 5-40 cm, i les fulles fan 2-20 x 0,4-2 mm, a més, són erecte-patents o reflecteixes, linearespatulades, senceres o crenulades, les superiors generalment dentat-espinescents, a vegades amb taques circulars, regulars, prou abundants en el marge, i de color negrós. Aquestes presenten una fisonomia que recorda a una Erica en miniatura, però se'n diferencien perquè poden ser una mica crasses o portar minúscules dentetes laterals a la meitat anterior. Tota la planta és glabra. La inflorescència és una espiga de 1-5 x 11,5 cm. El calze (4-6 mm) té forma de bossa tancada al capdamunt per 5 dents triangulars internes, mentre que més avall té un verticil de 6-14 dents externes, caragolades enfora i de mida desigual. La corol·la (9-16 mm) és tubulosa i bilabiada, és de color rosa intens a morat. El llavi superior, més gran, està dividit en 3 lòbuls escotats; l'inferior en té només 2 i encara menors. Del centre de la corol·la emergeixen 5 estams d'anteres taronja. El fruit és una càpsula de 1-2,5 mm de diàmetre, parcialment esferoïdal, a vegades glandulosa, que conté 4-6 llavors papil·loses. Aquest quedarà englobat en el calze ornamentat amb les seues dents i enrogit com les tiges, mentre que la corol·la es desprendrà sencera. Les llavors mesuren 1 mm. Floreix d'abril a juliol. El nombre cromosòmic és 2n = 18, 56 i n = 9.

## Hàbitat i distribució
Prolifera sobre sòls calcaris (preferentment sobre margues), bàsics, eutròfics, guixencs, pedregosos i altres sols pobres. Creix a les serres litorals i als erms a on hi ha garriga amb romer, pinars, brolles, timonedes i, en general, al matollar termòfils baix.
Es troba distribuït per tota la regió mediterrània europea i el nord d'Àfrica. Present a tota la península Ibèrica i les Balears, des dels 0 als 1400 msnm (a vegades 1700).

## Taxonomia
S'observa una gran variabilitat dins d'aquesta espècie. Hi ha disconformitat entre els diferents autors que han tractat l'espècie i és difícil arribar a conclusions clares entre els diferents tàxons descrits.
Aquesta espècie està dividida en tres subespècies:
- subsp. fontqueri: la tija fa 8-37 cm, ramificada en la part superior i la base de la inflorescència. Les fulles són glabres i de grandària similar, densament disposades, en general patents en la meitat superior i reflecteixes en la inferior. Les superiors són senceres o lleument dentades. El calze té dents externes més curtes que el tub. Està distribuïda per tota l'àrea de l'espècie excepte a part septentrional i occidental.
- subsp. monspeliensis: la tija fa 4-27 cm, ramificada des de la seua base. Les fulles estan densament o laxa repartides per tota la planta, les superiors a vegades dentat-espinescents, amb dents 1-2 mm, glabres, a vegades amb alguns pèls glandulífers. El calze té dents externes de longitud pareguda igual que la del tub. Està distribuïda per tota l'àrea de l'espècie.
- subsp. syrtica: la tija fa 10-22 cm, i està totalment coberta de pèls curts i densos, ramificada, en general, des de la base. Les fulles de fins a 20 x 2 mm, patentes o reflecteixes, mentre que les superiors senceres o dentades. El calze té dents externes més curtes que el tub. Està distribuïda per la regió litoral del sud-sud-est de la Península.

### Observacions
No són estranys els exemplars que presenten tots dos tipus de ramificació, intermedis amb la subespècie típica. S'observa una gran variabilitat dins d'aquest tàxon -principalment en el litoral oriental i Illes Balears- quant al seu port, grandària de fulles i flors o longitud de la inflorescència que, en banda, sembla condicionada per adaptació als factors ambientals, com a la insolació i la sequera. Masclans descriu per a l'àrea espanyola dues varietats: la típica (var. fontqueri), amb fulles superiors dentada-espinescents, present a tota l'àrea referida a la subespècie, i la var. ebusitana, amb les fulles superiors senceres o escassament dentades i que es troba a les Illes Balears, Alacant i Múrcia. Exemplars molt similars als d'aquesta última varietat han sigut descrits com a C. monspeliaca subsp. rivasiana, que corresponen a individus amb tija llenyosa i fulles superiors mucronades de Múrcia i Alacant.
Masclans distingeix la var. syrtica, amb fulles superiors senceres, de la var. nigromaculata i var. malacitana, totes dues amb fulles dentades-espinescents, en la primera de fins a 20 mm i amb taques negres en tota la seua longitud, i en la segona amb fulles més curtes i amb taques molt escasses.

## Usos
El pinell presenta propietats medicinals com a emètic, astringent i cicatritzant.
El fruit, en principi, es pot dir que és insípid, però en mastegar-ho produeix coïssor en la gola. La part utilitzada d'aquesta planta és l'arrel, per la qual cosa no és necessari esperar que florisca per a recollir-la. Aquesta planta s'emprava popularment contra la diarrea, la pneumònia i la sífilis, un β-glucòsid (Vicenin-2), com a vomitiu i per soldar fractures d'osos. La part que actua com a vomitiu és l'arrel, que té un gust amarg. Però cal tindre molta cura amb aquest efecte i utilitzar la planta només en casos extrems, doncs resulta molt perillós acostumar-se al seu ús, ja que els vòmits molt continuats poden donar peu a malalties de l'aparell digestiu, així com problemes d'anèmia i desnutrició. Si es redueix la planta a una fina pols es pot empolvorar sobre úlceres o ferides a fi d'accelerar la seua cicatrització, també es pot emprar en verd o seca. En algunes ocasions pot ser utilitzada com a planta diürètica, es creu fins i tot que és capaç de contrarestar els càlculs i pedres de l'organisme. Això pot ser arran les seues propietats astringents, que fa que es contraguen els teixits, alleujant així el dolor que pot produir un càlcul. Per preparar una cocció, es calfa en una cassola aigua i s'afegeix la planta, de manera que quede diluïda al 2%. Es pren una tassa d'aquest preparat tots els matins en dejú.
També és una planta mel·lífera, ja que les flors tenen un color violeta molt vistós i molt de nèctar que atrau les abelles de la mel. Per això és una planta interessant per a horts i jardins, per poder atraure pol·linitzadors.

## Galeria

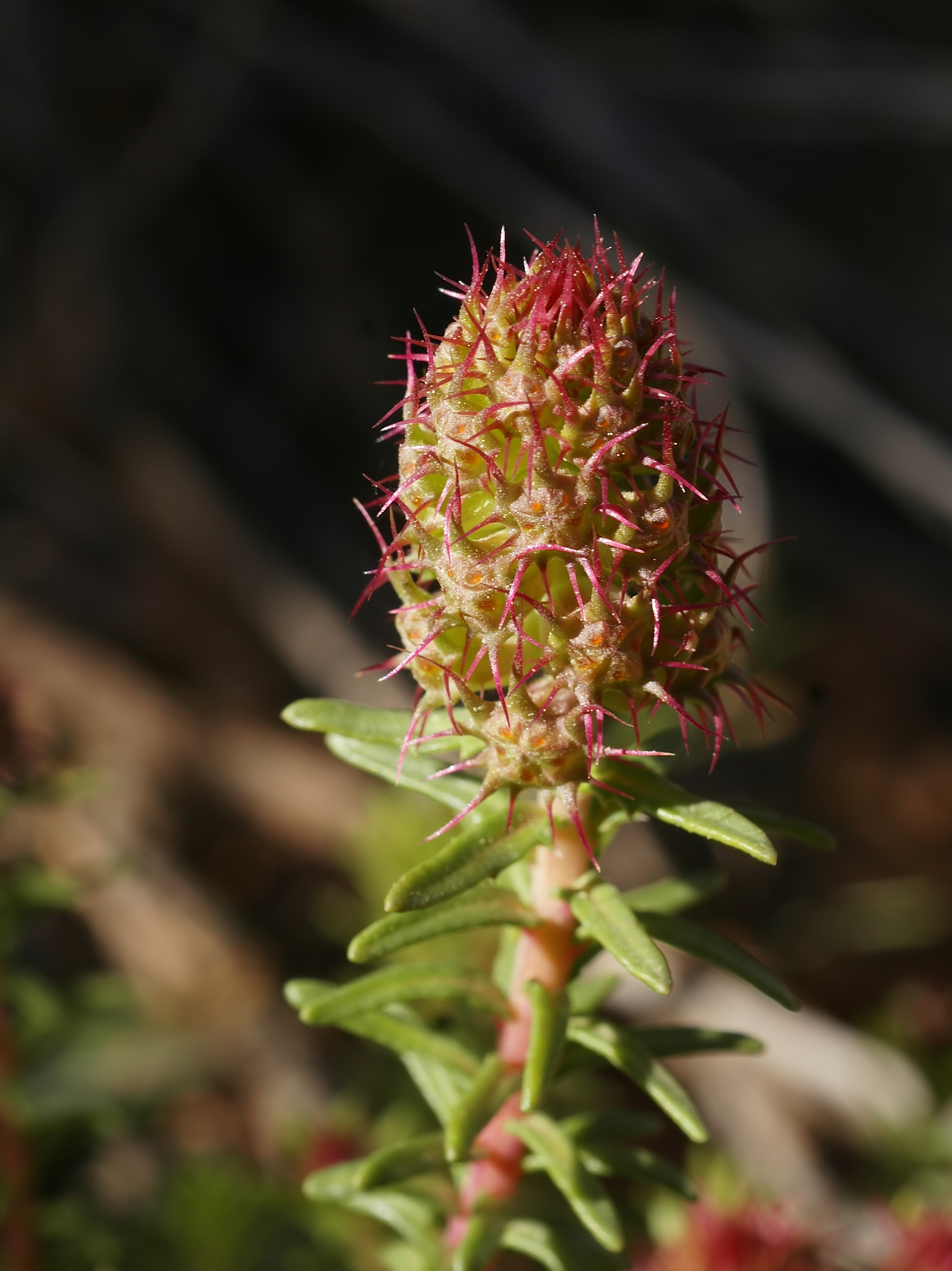
Inflorescència
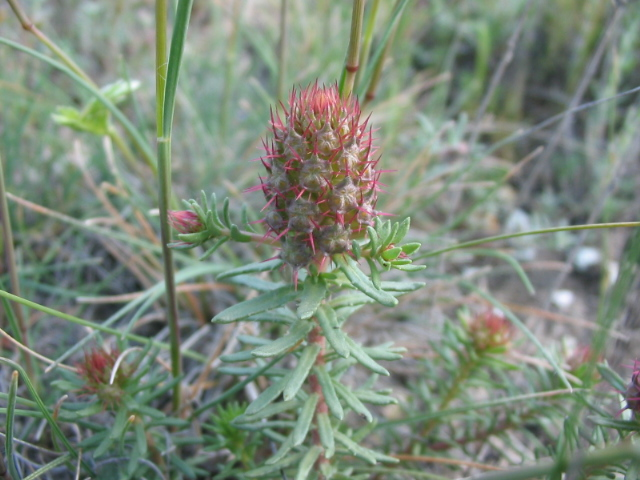
Inflorescència. Les fulles recorden molt a les de la farigola.
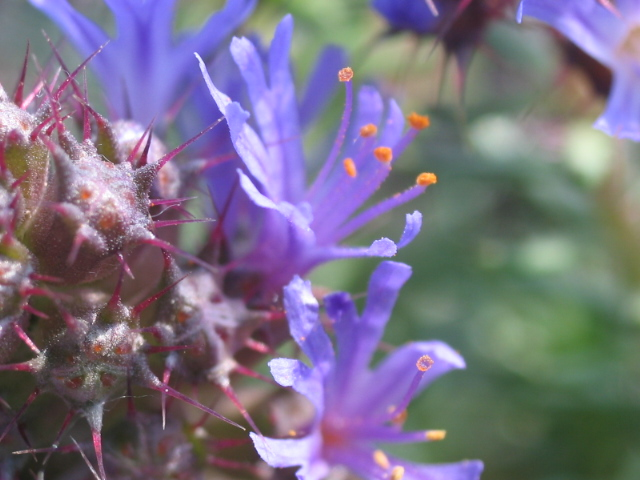
Flor
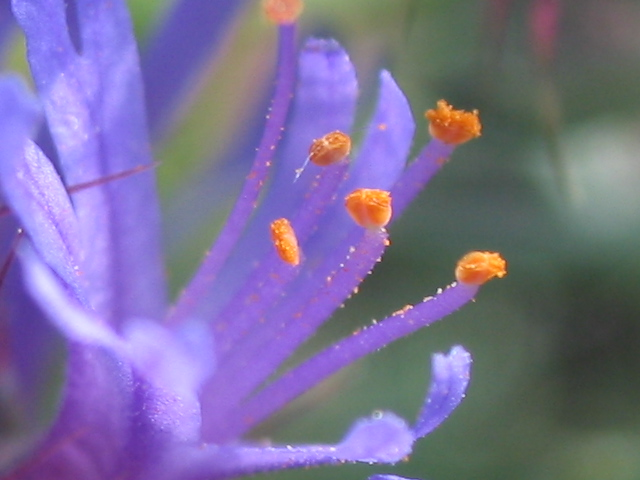
Detall de la flor
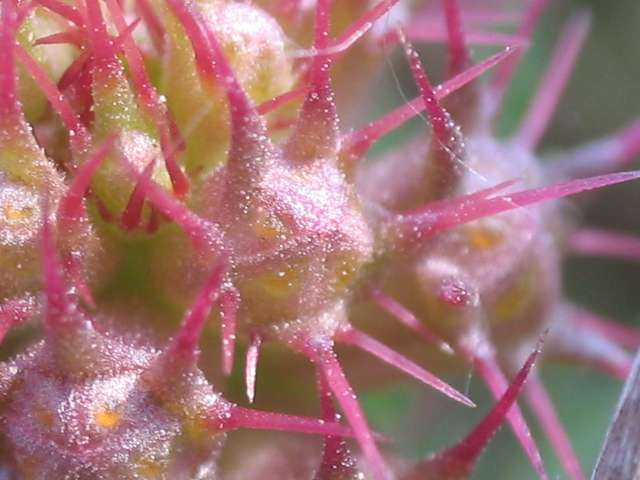
Detall del fruit
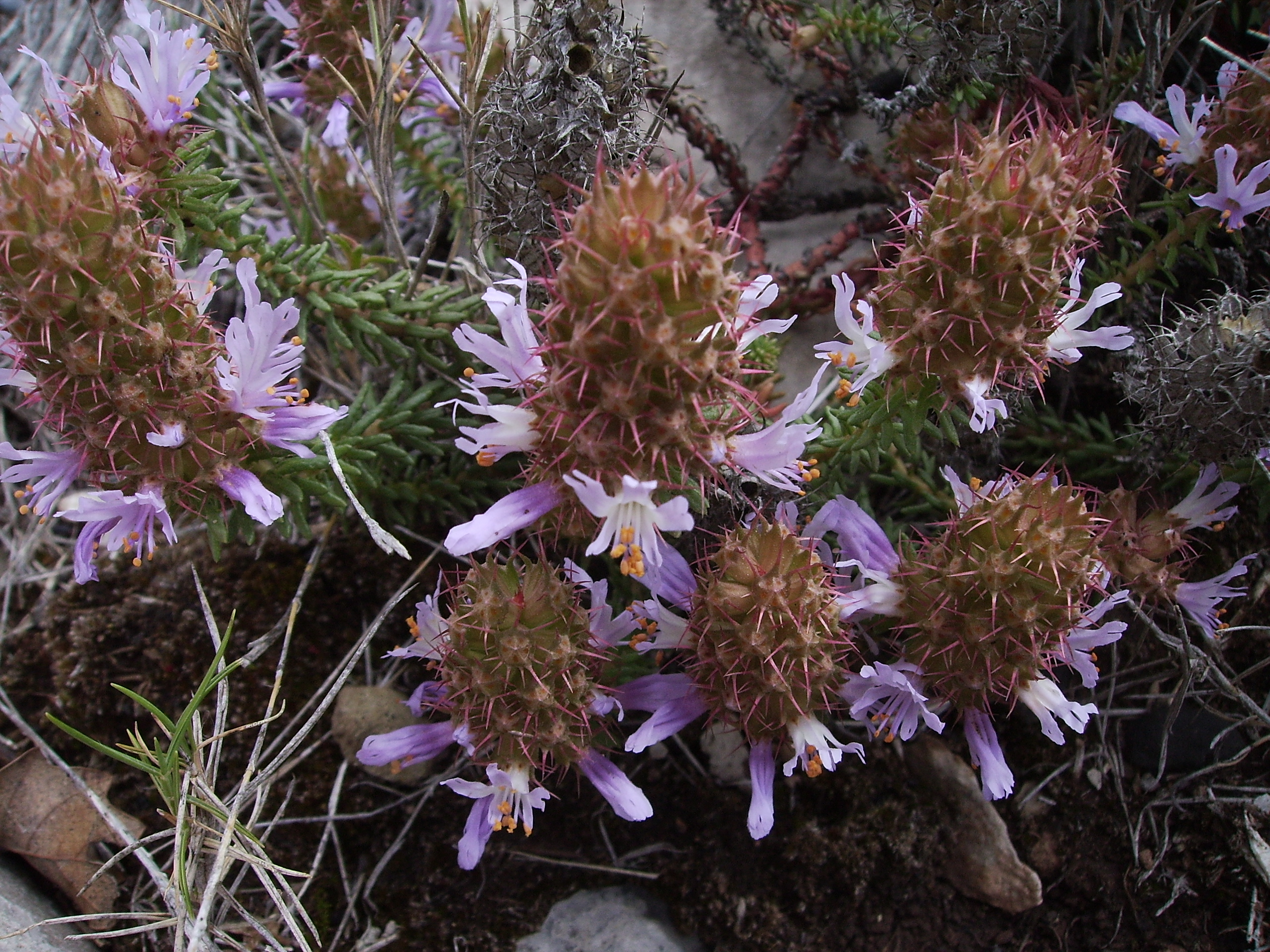
Floració